# Tobrilus imberbis
Tobrilus imberbis är en rundmaskart som först beskrevs av Andrassy 1953.  Tobrilus imberbis ingår i släktet Tobrilus och familjen Tripylidae. Inga underarter finns listade i Catalogue of Life.